# Noel Valladares
Noel Eduardo Valladares Bonilla (* 3. Mai 1977 in Ciudad de Comayagua) ist ein honduranischer ehemaliger Fußballtorhüter. Zwölf Spielzeiten stand der Torhüter für den honduranischen Hauptstadtklub Club Deportivo Olimpia zwischen den Pfosten.

## Vereinskarriere
Valladares begann seine Karriere bei seinem Heimatverein Real Comayagua, für den er 1995/96 ohne Einsatz blieb. Daraufhin wechselte er zu CD Motagua und spielte dort in den ersten drei Saisons ebenfalls nur als Ersatztorhüter. 1997/98 gewann er mit Motagua seine ersten Meistertitel in Apertura und Clausura. Ab der Spielzeit 1999/2000 kam Valladares auch als Stammkeeper zum Einsatz und gewann in diesem Jahr erneut die beiden Meisterschaften in der Liga Nacional de Fútbol de Honduras. Im folgenden Jahr erzielte er sein erstes und bis heute einziges Tor, während er 2001/02 mit dem Gewinn der Apertura einen weiteren Titel hinzufügte. Nach zwei weiteren Spielzeiten bei CD Motagua verließ er den Verein, um für 2004/05 beim Hauptstadtklub Olimpia Tegucigalpa zu spielen. Im ersten Jahr wurde er mit dem neuen Team Meister der Clausura, eine Saison später gewann Olimpia mit Valladares beide Titel. Bis dato wurde der Torhüter noch weitere dreimal Meister der Clausura mit Tegucigalpa. 2010/11 bestritt Valladares seine ersten sechs Partien in der CONCACAF Champions League.

## Nationalmannschaft
Valladares wurde erstmals im Jahr 2000 in die honduranische Nationalmannschaft berufen. Von 2000 bis 2016 bestritt er 135 Länderspiele für sein Heimatland.
Noel Valladares hütete bei den Olympischen Sommerspielen 2000 in Sydney das Tor, als Honduras mit vier Punkten als Gruppendritter in der Vorrunde ausschied. Ferner gehörte er dem honduranischen Aufgebot beim CONCACAF Gold Cup 1998 und bei der Copa América 2001 an.
Bei der Fußball-Weltmeisterschaft 2010 in Südafrika feierte Noel Valladares zudem sein Debüt als WM-Spieler, als er im ersten Gruppenspiel gegen Chile zum Einsatz kam. Beim CONCACAF Gold Cup 2011 wurde er zum besten Torhüter des Turniers gewählt. In Brasilien gehört er abermals dem honduranischen Kader für die Fußball-Weltmeisterschaft 2014 an. Im ersten Gruppenspiel gegen Frankreich verursachte er ein Eigentor.